# Diapetimorpha macula
Diapetimorpha macula är en stekelart som först beskrevs av Cameron 1886.  Diapetimorpha macula ingår i släktet Diapetimorpha och familjen brokparasitsteklar.

## Underarter
Arten delas in i följande underarter:
- D. m. ustulata
- D. m. confederata